# 차등 최소 초대칭 표준 모형
차등 최소 초대칭 표준 모형(次等最小超對稱標準模型, 영어: next-to-minimal supersymmetric standard model, NMSSM)은 최소 초대칭 표준 모형에서 뮤 항을 제외시키고, 표준 모형 군의 전하를 가지고 있지 않은 중성 마당을 도입하여 뮤 항을 동역학적으로 설명하는 이론이다. 좁은 의미에서는 이 중성 마당 자신만의 재규격화가능한 상호작용(self-interaction)을 가지는 소위 {\displaystyle Z_{3}}-최소 초대칭 표준 모형을 간단히 차등 최소 초대칭 표준 모형이라 부른다.

## 이론
최소 초대칭 표준 모형에서 초포텐셜의 뮤 항은 다음과 같은 꼴이다
{\displaystyle \mu H_{u}H_{d}.}
여기에서 {\displaystyle H_{u}}와 {\displaystyle H_{d}}는 각각 u쿼크와 d쿼크의 질량을 주는 힉스 초마당이다. 이는 뮤 문제를 가지고 있다. 즉, 전약력 깨짐을 위해서는 {\displaystyle \mu }가 W보쏜의 질량과 비슷한 크기여야 하는데, 최소 초대칭 표준 모형이 플랑크 크기에 이르기까지 유효한 이론이라면, {\displaystyle \mu }가 플랑크 질량보다 훨씬 작기 때문이다.
이를 해결하기 위해 표준 모형 군의 전하를 가지고 있지 않은 중성 마당 S를 도입하여 뮤 항 대신
{\displaystyle SH_{u}H_{d}.}
을 도입하며, 자발 대칭 깨짐 등을 통해 동역학적으로 S의 진공 기댓값이 우리가 관측하는 전약력 크기의 값을 준다고 설명한다. 보통, 초대칭 깨짐의 크기가 전약력 크기와 비슷하므로, 초대칭 깨짐 항을 고려하여 운동 방정식을 구해보면 S의 진공 기댓값이 전약력과 비슷하다는 것을 보일 수 있다.

### 골드스톤 보손과 구역 벽(domain wall)
여기에서 S에 대한 상호작용이 앞서 본 하나의 항밖에 없다면, U(1) 대칭성을 가지며 흔히 페체이-퀸 대칭이라 부르는 것과 같다. 따라서 S가 진공 기댓값을 가져 U(1) 대칭을 깨게 되면, 골드스톤 정리에 의해 질량이 없는 골드스톤 보손이 있어야 하지만, 질량이 없는 보존은 관측된 바 없다. 따라서 이를 피하기 위해
1. 새로운 상호작용 {\displaystyle S^{3}}을 초포텐셜에 더하거나
2. 새로운 U(1)이 게이지 상호작용을 매개하면, 대칭 깨짐을 통해 골드스톤 보손이 U(1)에 흡수되어 질량을 갖도록 한다.

첫 번째 해결책을 좁은 의미의 차등 최소 초대칭 표준 모형이라 부른다. 이 경우, U(1) 대칭은 대놓고(explicit) 깨지지만, {\displaystyle \mathbb {Z} _{3}}대칭이 여전히 있으며, S의 진공 기댓값이 이 이산적인 대칭을 깨게 되면 구역 벽이 생겨야 한다. 이 구역 벽도 관측된 바 없으므로 이를 해결해야 한다.
두 번째 해결책은 U(1)을 도입했다고 해서 U-최소 초대칭 표준 모형(UMSSM)이라고 부르기도 하며, 대통일 이론에서 자연스럽게 예견된다.